# Лортет
Лорте́т (фр. Lortet, окс. Lortèth) — коммуна во Франции, находится в регионе Юг — Пиренеи. Департамент — Верхние Пиренеи. Входит в состав кантона Барт-де-Нест. Округ коммуны — Баньер-де-Бигор.
Код INSEE коммуны — 65279.

## География

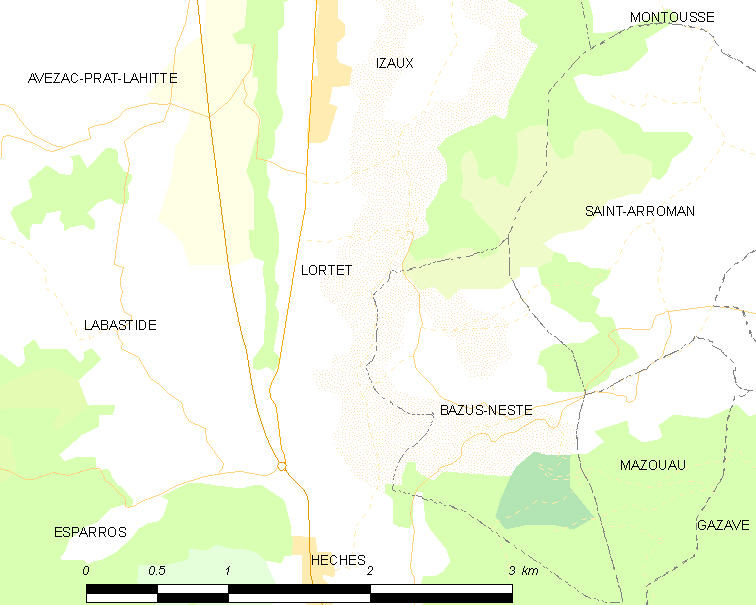
Карта коммуны

Коммуна расположена приблизительно в 670 км к югу от Парижа, в 110 км юго-западнее Тулузы, в 33 км к юго-востоку от Тарба.
По территории коммуны протекает река Нест и проходит канал Нест.

## Климат
Климат умеренно-океанический с солнечной тёплой погодой и обильными осадками на протяжении практически всего года.

## Население
Население коммуны на 2010 год составляло 211 человек.
| 1962 | 1968 | 1975 | 1982 | 1990 | 1999 | 2010 |
| ---- | ---- | ---- | ---- | ---- | ---- | ---- |
| 258  | 290  | 253  | 219  | 195  | 204  | 211  |

## Администрация
| Период | Период | Фамилия      | Партия | Примечания |
| ------ | ------ | ------------ | ------ | ---------- |
| 2001   | 2020   | Мишель Сикар |        |            |

## Экономика
В 2010 году среди 141 человека трудоспособного возраста (15-64 лет) 104 были экономически активными, 37 — неактивными (показатель активности — 73,8 %, в 1999 году было 64,7 %). Из 104 активных жителей работали 99 человек (53 мужчины и 46 женщин), безработных было 5 (3 мужчин и 2 женщины). Среди 37 неактивных 9 человек были учениками или студентами, 22 — пенсионерами, 6 были неактивными по другим причинам.

## Достопримечательности
- Пещера Лортет